# 朱塞佩·克里韦利
朱塞佩·克里韦利（義大利語：Giuseppe Crivelli，1900年—1950年），意大利男子赛艇、雪橇运动员。他曾代表意大利参加1924年夏季奥林匹克运动会赛艇比赛，获得八人单桨有舵手铜牌。